# Последний сентябрь (фильм)
«Последний сентябрь» (англ. The Last September) — фильм 1999 года, снятый по роману Элизабет Боуэн. 

## Сюжет
Ирландия 20-х гг. XX века. Пожилые хозяева усадьбы Дэниелстаун Нэйлоры встречают долгожданных гостей: Хьюго и Фрэнси. У пары денежные затруднения, из-за чего они вынужденно продали дом и оказались бездомными. Вместе с Нэйлорами проживает племянница сэра Ричарда Лоис и племянник леди Майры Лоуренс. Племянница наслаждается обществом безумно влюблённого в неё военного Колтхёрста и партизана Питера Коннолли. Девушка пытается разобраться кто же ей мил? Прибывает ещё одна гостья — Марда Нортон, хотя её появлению рады далеко не все. Всё это происходит в неспокойное военное время...

## Актёрский состав
| В ролях          |  | Персонаж                   |
| ---------------- |  | -------------------------- |
| Майкл Гэмбон     |  | сэр Ричард Нэйлор          |
| Мэгги Смит       |  | леди Майра Нэйлор          |
| Джонатан Слинжер |  | Лоуренс                    |
| Кили Хоуз        |  | Лоис                       |
| Дэвид Теннант    |  | капитан Джеральд Колтхёрст |
| Ричард Роксбург  |  | капитан Дэвентри           |
| Ламбер Вильсон   |  | Хьюго Монтгомери           |
| Джейн Биркин     |  | Фрэнси Монморанси          |
| Фиона Шоу        |  | Марда Нортон               |
| Гэри Лайдон      |  | Питер Коннолли             |

## Награды и номинации
Полный перечень наград и номинаций — на сайте IMDB
| Премия              | Категория | Имя            | Результат |
| ------------------- | --------- | -------------- | --------- |
| Golden Frog 1999 г. |           | Славомир Идзяк | Номинация |